# مسافر (فیلم ۲۰۰۶)
مسافر (به انگلیسی: Tripper) یک فیلم سینمایی آمریکایی در ژانر کمدی و فیلم اسلشر محصول سال ۲۰۰۶ به کارگردانی دیوید آرکت با بازی جیمی کینگ، توماس جین و لوکاس هاس است.

## داستان
این فیلم ادای احترام نوستالژیک به فیلم‌های استثماری وس کریون و توبی هوپر است. که گروهی از هیپی‌های آزاد را دنبال می‌کند که برای آخر هفته هرزگی به یک وودستاک امروزی فرار می‌کنند، اما توسط یک روانپزشک با تفکر افراطی روبرو می‌شود و مانند رونالد ریگان با آنها صحبت می‌کند.

## بازیگران
- جیمی کینگ در نقش سامانتا
- توماس جین
- لوکاس هاس در نقش ایوان
- جیسون موس در نقش جوی
- بالتازار گتی در نقش جیمی
- مارشا توماسون در نقش لیندا
- پل روبنز در نقش فرانک بیکر
- ریچموند آرکت به عنوان معاون کوپر
- دیوید آرکت در نقش موف
- کورتنی کاکس در نقش سینتیا
- کریستوفر آلن نلسون در نقش گاس / رونی
- پاز د لا ورتا در نقش جید
- ردموند گلیسون در نقش دیلن
- مایکل سامرز
- Tripper
- [۱][۲]